# Altamira (Repubblica Dominicana)
Altamira è un comune della Repubblica Dominicana di 22.983 abitanti, situato nella provincia di Puerto Plata. Comprende, oltre al capoluogo, un distretto municipale: Río Grande.